# Erich Matthes (Gewerkschaftsfunktionär)
Erich Matthes (* 19. November 1908 in Jena; † 1987) war ein deutscher Gewerkschaftsfunktionär, Widerstandskämpfer gegen den Nationalsozialismus, Stadtrat (SED) und Wirtschaftsfunktionär.

## Leben
Matthes besuchte die Volksschule und erlernte danach den Beruf des Mechanikers, in dem er bei der Carl Zeiss AG tätig war. Er trat dem Deutschen Metallarbeiterverband (DMV) bei, engagierte sich als Arbeitersportler und bei den Naturfreunden. 1932 trat er in die Kommunistische Partei-Opposition (KPO) ein.
Nach dem Machtantritt der NSDAP wurde er 1934 verhaftet und blieb bis 1941 im Zuchthaus und im KZ Buchenwald inhaftiert. Danach arbeitete er wieder bei Zeiss, wurde aber 1944 erneut verhaftet.
Als die NS-Herrschaft beseitigt worden war, wurde Matthes zum stellvertretenden Betriebsratsvorsitzenden gewählt und nahm 1947 den Vorsitz ein. In dieser Funktion engagierte er sich für die Beibehaltung des Zeiss-Stiftungsmodells. Matthes wurde auch Mitglied des Stadtrats mit dem Mandat der Sozialistischen Einheitspartei Deutschlands (SED). 1948 wurde er Mitglied einer Arbeitsgruppe für Wirtschaftsplanung in der Landesregierung. Bei der Parteiüberprüfung 1950 bestritt er seine ehemalige Mitgliedschaft in der KPO und belastete dafür andere. 1952 wurde er Vorsitzender der Bezirksplankommission von Suhl. Von 1959 bis 1960 studierte er in Moskau und war danach in weiteren wirtschaftsleitenden Bereichen tätig.